# ファルサロスのメノン1世
メノン（希：Mενων、ラテン文字転記：Menon、紀元前525年？-紀元前472年？）はテッサリアのファルサロスの名士である。
紀元前475年のエイオン包囲戦において、メノンはエイオンを包囲するアテナイ軍に12タラントンの銀と騎兵200騎を提供し、協力した。アテナイはこの貢献に彼に（本来は両親がアテナイ市民でなければ得られない）アテナイの市民権を与えると言う形で報いた。

## 参考
- William Smith, Dictionary of Greek and Roman Biography and Mythology